# Mionica (Gradačac)
Pour les articles homonymes, voir Mionica.
Mionica (en cyrillique : Мионица) est une localité de Bosnie-Herzégovine. Elle est située dans la municipalité de Gradačac, dans le canton de Tuzla et dans la fédération de Bosnie-et-Herzégovine. Selon les premiers résultats du recensement bosnien de 2013, elle compte 5 651 habitants.

## Démographie

### Évolution historique de la population
| 1948 | 1953 | 1961  | 1971  | 1981  | 1991  | 2013  |
| ---- | ---- | ----- | ----- | ----- | ----- | ----- |
| -    | -    | 4 012 | 4 582 | 5 206 | 5 485 | 5 651 |

|  |

### Communautés locales
En 1991, Mionica était subdivisée en trois communautés locales : Mionica 1, Mionica 2 et Mionica 3.
Mionica 1 comptait 2 672 habitants, répartis de la manière suivante
Mionica 2 comptait 1 754 habitants, répartis de la manière suivante
Mionica 3 comptait 1 862 habitants, répartis de la manière suivante